# Eurocup 2010/11
Die Saison 2010/11 war die 9. Spielzeit des von der ULEB ausgetragenen Eurocups.
Den Titel gewann UNICS Kasan aus Russland.

## Modus
Der Wettbewerb begann mit den Qualifikationsspielen am 28. September 2010 und endete mit dem Endspiel des Final Four am 17. April 2011. Es galt der im Vorjahr geltende Modus. Dieser bestand aus einer Qualifikationsrunde, gefolgt von acht Gruppen mit je 4 Mannschaften. Die Gruppensieger und Tabellenzweiten spielten in einer zweiten Gruppenphase mit vier Gruppen à vier Teams, wobei sich die beiden Besten jeder Gruppe für das Viertelfinale qualifizierten, welches in Hin- und Rückspiel durchgeführt wurde. Das Turnier endete mit einem Final Four in Treviso. 

## Qualifikationsrunde
| Paarung                  | Paarung | Paarung                | 1. Spiel | 2. Spiel |
| ------------------------ | ------- | ---------------------- | -------- | -------- |
| Beşiktaş Cola Turka      | 152:137 | Skyliners Frankfurt    | 68:61    | 84:76    |
| Hapoel Jerusalem         | 146:132 | Liège Basket           | 62:59    | 84:73    |
| Aris Thessaloniki        | 170:167 | Lukoil Academic        | 78:74    | 92:93    |
| Gran Canaria             | 165:131 | KK Zagreb              | 69:71    | 96:60    |
| Asowmasch Mariupol       | 155:145 | Entente Orléanaise     | 76:80    | 79:65    |
| Spartak Sankt Petersburg | 136:139 | Galatasaray Café Crown | 58:69    | 78:70    |
| Benetton Treviso         | 181:118 | APOEL Nikosia          | 97:55    | 84:63    |
| Dynamo Moskau            | 134:169 | Cedevita Zagreb        | 61:97    | 73:72    |

## Teilnehmer an der Hauptrunde
| Land/Liga                  | Mannschaft              | Halle                    | Kapazität | VJP1 |                                      | Land/Liga                         | Mannschaft                      | Halle | Kapazität | VJP1 |
| -------------------------- | ----------------------- | ------------------------ | --------- | ---- | ------------------------------------ | --------------------------------- | ------------------------------- | ----- | --------- | ---- |
| Basketball-Bundesliga      | EWE Oldenburg           | EWE-Arena                | 3148      | VF   | Dominet Basket Liga                  | Anwil Włocławek                   | Hala Mistrzów                   | 4200  | M         |      |
| Basketball-Bundesliga      | ALBA Berlin             | O2-World                 | 14800     | VF   | Professionalnaja Basketbolnaja Liga  | UNICS Kasan                       | Basket Hall Arena               | 7500  | HF        |      |
| Basketball-Bundesliga      | BG Göttingen            | Lokhalle                 | 3700      | VF   | Professionalnaja Basketbolnaja Liga  | Krasnye Krylja Samara             | MTL Arena                       | 3000  | VF        |      |
| Ligue Nationale de Basket  | Le Mans Sarthe Basket   | Antares Arena            | 6003      | FI   | Naša Liga2                           | KK Hemofarm (Vršac)               | Millennium Center               | 4058  | FI        |      |
| Ligue Nationale de Basket  | Chorale Roanne          | Halle André Vacheresse   | 5000      | VF   | Opportunity Liga2                    | KK Budućnost Podgorica            | Morača Sports Center            | 5000  | M         |      |
| Ligue Nationale de Basket  | ASVEL Lyon-Villeurbanne | Astroballe               | 5643      | 9    | A1 Liga2                             | KK Cedevita (Zagreb)              | Dražen Petrović Basketball Hall | 5400  | HF        |      |
| A1 Ethniki                 | Panellinios Athen       | Hellinikon Olympic Arena | 15000     | HF   | Federatie Eredivisie Basketballclubs | GasTerra Flames (Groningen)       | Martiniplaza                    | 4310  | M         |      |
| A1 Ethniki                 | Aris Thessaloniki       | Alexandreio Melathron    | 5500      | HF   | Liga ACB                             | Cajasol Sevilla                   | Palacio Municipal San Pablo     | 10200 | VF        |      |
| A1 Ethniki                 | PAOK Thessaloniki       | PAOK Sports Arena        | 8500      | VF   | Liga ACB                             | Asefa Estudiantes (Madrid)        | Palacio de Deportes             | 15000 | VF        |      |
| Ligat ha’Al                | Hapoel Gilboa Galil     | Malha Arena              | 3000      | M    | Liga ACB                             | CB Gran Canaria                   | Centro Insular                  | 5000  | VF        |      |
| Ligat ha’Al                | Hapoel Jerusalem        | Malha Arena              | 3000      | HF   | Národní Basketbalová Liga            | ČEZ Nymburk                       | ČEZ Arena                       | 10300 | M         |      |
| Lega Basket Serie A        | Bennet Cantù            | Palasport Pianella       | 3910      | HF   | Türkiye Basketbol Ligi               | Banvit                            | Banvit Kara Ali Acar Sport Hall | 2500  | HF        |      |
| Lega Basket Serie A        | Pepsi Caserta           | PalaMaggiò               | 6378      | HF   | Türkiye Basketbol Ligi               | Beşiktaş Cola Turka (Istanbul)    | BJK Akatlar Arena               | 4500  | HF        |      |
| Lega Basket Serie A        | Benetton Treviso        | Palaverde                | 5134      | VF   | Türkiye Basketbol Ligi               | Galatasaray Café Crown (Istanbul) | Abdi İpekçi Arena               | 12500 | 9         |      |
| Latvijas Basketbola Līga3  | BK VEF Rīga             | Arena Riga               | 12500     | FI   | Basketball Superliga                 | BK Asowmasch Mariupol4            | Sportkompleks Illichivets       | 12000 | M         |      |
| Litauische Basketballliga3 | KK Šiauliai             | Šiauliai Arena           | 5500      | HF   | Basketball Superliga                 | BK Budiwelnik Kiew                | Kiev Palace of Sports           | 7000  | FI        |      |

1: Vorjahresplatzierung in den Nationalen Ligen

2: Teams der Ligen aus Serbien, Kroatien und Slowenien haben außerdem an der Adriatic Basketball Association teilgenommen

3: Teams der Ligen aus Lettland und Litauen haben außerdem an der Baltic Basketball League teilgenommen

4: Asowmasch Mariupol hat außerdem an der VTB United League teilgenommen

## 1. Gruppenphase

### Gruppe A
| Team              | Sp | S | N | P+  | P-  |
| ----------------- | -- | - | - | --- | --- |
| 1. UNICS Kasan    | 6  | 5 | 1 | 507 | 379 |
| 2. Le Mans Sarthe | 6  | 4 | 2 | 426 | 429 |
| 3. Banvit         | 6  | 2 | 4 | 402 | 474 |
| 4. EWE Oldenburg  | 6  | 1 | 5 | 435 | 488 |

|                | Kasan | Le Mans | Banvit | Oldenburg |
| -------------- | ----- | ------- | ------ | --------- |
| UNICS Kasan    | *     | 63:67   | 80:52  | 88:64     |
| Le Mans Sarthe | 65:98 | *       | 67:59  | 84:60     |
| Banvit         | 59:89 | 78:70   | *      | 81:72     |
| EWE Oldenburg  | 72:89 | 71:73   | 96:73  | *         |

### Gruppe B
| Team                   | Sp | S | N | P+  | P-  |
| ---------------------- | -- | - | - | --- | --- |
| 1. BG Göttingen        | 6  | 4 | 2 | 478 | 442 |
| 2. KK Hemofarm         | 6  | 3 | 3 | 496 | 512 |
| 3. ASVEL Basket        | 6  | 3 | 3 | 494 | 506 |
| 4. Beşiktaş Cola Turka | 6  | 2 | 4 | 516 | 524 |

|              | Göttingen   | Vršac | Lyon  | Istanbul      |
| ------------ | ----------- | ----- | ----- | ------------- |
| BG Göttingen | *           | 68:57 | 76:78 | 81:69         |
| KK Hemofarm  | 67:79       | *     | 97:93 | 101:100 n. V. |
| ASVEL Basket | 80:88       | 81:80 | *     | 88:85         |
| Beşiktaş     | 91:86 n. V. | 91:94 | 80:74 | *             |

### Gruppe C
| Team               | Sp | S | N | P+  | P-  |
| ------------------ | -- | - | - | --- | --- |
| 1. CB Gran Canaria | 6  | 5 | 1 | 463 | 396 |
| 2. BK Budiwelnik   | 6  | 4 | 2 | 397 | 391 |
| 3. KK Budućnost    | 6  | 3 | 3 | 431 | 418 |
| 4. BC Šiauliai     | 6  | 0 | 6 | 420 | 506 |

|                 | CB Gran | Budiwelnik | Budućnost | Šiauliai |
| --------------- | ------- | ---------- | --------- | -------- |
| CB Gran Canaria | *       | 58:62      | 62:60     | 92:72    |
| Budiwelnik      | 66:72   | *          | 70:56     | 74:66    |
| KK Budućnost    | 66:90   | 69:54      | *         | 83:66    |
| Šiauliai        | 70:89   | 70:71      | 76:97     | *        |

### Gruppe D
| Team                     | Sp | S | N | P+  | P-  |
| ------------------------ | -- | - | - | --- | --- |
| 1. Aris Thessaloniki     | 6  | 5 | 1 | 514 | 462 |
| 2. Cedevita Zagreb       | 6  | 4 | 2 | 484 | 479 |
| 3. BK Asowmasch Mariupol | 6  | 2 | 4 | 492 | 450 |
| 4. Hapoel Gilboa Galil   | 6  | 1 | 5 | 492 | 537 |

|                     | Aris        | Zagreb | Mariupol | Gilboa Galil |
| ------------------- | ----------- | ------ | -------- | ------------ |
| Aris Thessaloniki   | *           | 85:76  | 88:75    | 91:70        |
| Cedevita Zagreb     | 81:76 n. V. | *      | 88:84    | 83:92        |
| Asowmasch Mariupol  | 77:82       | 69:72  | *        | 92:88 n. V.  |
| Hapoel Gilboa Galil | 83:92       | 73:84  | 86:95    | *            |

### Gruppe E
| Team                      | Sp | S | N | P+  | P-  |
| ------------------------- | -- | - | - | --- | --- |
| 1. Galatasaray Café Crown | 6  | 4 | 2 | 441 | 374 |
| 2. Panellinios Athen      | 6  | 4 | 2 | 366 | 375 |
| 3. Bennet Cantù           | 6  | 3 | 3 | 413 | 398 |
| 4. GasTerra Flames        | 6  | 1 | 5 | 365 | 438 |

|                        | Istanbul | Athen | Cantù | Groeningen |
| ---------------------- | -------- | ----- | ----- | ---------- |
| Galatasaray Café Crown | *        | 79:53 | 76:57 | 86:58      |
| Panellinios Athen      | 66:62    | *     | 59:54 | 68:51      |
| Bennet Cantù           | 75:72    | 72:57 | *     | 81:54      |
| GasTerra Flames        | 65:66    | 57:63 | 80:74 | *          |

### Gruppe F
| Team                 | Sp | S | N | P+  | P-  |
| -------------------- | -- | - | - | --- | --- |
| 1. Benetton Treviso  | 6  | 6 | 0 | 454 | 414 |
| 2. Asefa Estudiantes | 6  | 3 | 3 | 483 | 462 |
| 3. PAOK Thesaliniki  | 6  | 3 | 3 | 449 | 438 |
| 4. Chorale Roanne    | 6  | 0 | 6 | 423 | 495 |

|                   | Treviso | Madrid | PAOK  | Roanne |
| ----------------- | ------- | ------ | ----- | ------ |
| Benetton Treviso  | *       | 79:72  | 77:69 | 67:61  |
| Asefa Estudiantes | 71:80   | *      | 88:77 | 87:60  |
| PAOK Thessaloniki | 62:67   | 77:72  | *     | 92:74  |
| Chorale Roanne    | 79:84   | 89:93  | 60:72 | *      |

### Gruppe G
| Team                | Sp | S | N | P+  | P-  |
| ------------------- | -- | - | - | --- | --- |
| 1. ČEZ Nymburk      | 6  | 4 | 2 | 496 | 473 |
| 2. Cajasol Sevilla  | 6  | 3 | 3 | 494 | 478 |
| 3. Hapoel Jerusalem | 6  | 3 | 3 | 466 | 463 |
| 4. VEF Rīga         | 6  | 2 | 4 | 472 | 514 |

|                  | Nymburk | Sevilla | Jerusalem | Rīga  |
| ---------------- | ------- | ------- | --------- | ----- |
| ČEZ Nymburk      | *       | 77:93   | 73:67     | 90:79 |
| Cajasol Sevilla  | 68:89   | *       | 72:76     | 95:83 |
| Hapoel Jerusalem | 91:82   | 70:84   | *         | 91:78 |
| VEF Rīga         | 75:85   | 83:82   | 74:71     | *     |

### Gruppe H
| Team                     | Sp | S | N | P+  | P-  |
| ------------------------ | -- | - | - | --- | --- |
| 1. ALBA Berlin           | 6  | 6 | 0 | 496 | 414 |
| 2. Pepsi Caserta         | 6  | 3 | 3 | 472 | 463 |
| 3. Krasnye Krylja Samara | 6  | 2 | 4 | 478 | 502 |
| 4. Anwil Włocławek       | 6  | 1 | 5 | 470 | 537 |

|                 | Berlin | Caserta | Samara | Włocławek |
| --------------- | ------ | ------- | ------ | --------- |
| ALBA Berlin     | *      | 79:62   | 88:64  | 92:73     |
| Pepsi Caserta   | 73:79  | *       | 94:67  | 87:79     |
| Krasnye Krylja  | 68:72  | 78:85   | *      | 103:80    |
| Anwil Włocławek | 74:86  | 81:71   | 83:98  | *         |

## 2. Gruppenphase

### Gruppe I
| Team               | Sp | S | N | P+  | P-  |
| ------------------ | -- | - | - | --- | --- |
| 1. UNICS Kasan     | 6  | 4 | 2 | 492 | 459 |
| 2. Cedevita Zagreb | 6  | 4 | 2 | 513 | 531 |
| 3. CB Gran Canaria | 6  | 2 | 4 | 482 | 484 |
| 4. KK Hemofarm     | 6  | 2 | 4 | 453 | 466 |

|                 | Kasan | Zagreb | CB Gran       | Vršac |
| --------------- | ----- | ------ | ------------- | ----- |
| UNICS Kasan     | *     | 84:88  | 67:64         | 90:72 |
| Cedevita Zagreb | 76:94 | *      | 114:110 n. V. | 73:71 |
| CB Gran Canaria | 76:73 | 86:89  | *             | 72:66 |
| KK Hemofarm     | 83:84 | 86:73  | 75:74         | *     |

### Gruppe J
| Team                 | Sp | S | N | P+  | P-  |
| -------------------- | -- | - | - | --- | --- |
| 1. Budiwelnik        | 6  | 4 | 2 | 417 | 413 |
| 2. BG Göttingen      | 6  | 4 | 2 | 433 | 416 |
| 3. Le Mans Sarthe    | 6  | 2 | 4 | 444 | 445 |
| 4. Aris Thessaloniki | 6  | 2 | 4 | 443 | 463 |

|                   | Kiew  | Göttingen | Le Mans | Aris  |
| ----------------- | ----- | --------- | ------- | ----- |
| Budiwelnik        | *     | 68:53     | 67:71   | 73:78 |
| BG Göttingen      | 61:63 | *         | 75:71   | 74:55 |
| Le Mans Sarthe    | 72:77 | 77:83     | *       | 85:70 |
| Aris Thessaloniki | 85:69 | 82:84     | 73:78   | *     |

### Gruppe K
| Team                      | Sp | S | N | P+  | P-  |
| ------------------------- | -- | - | - | --- | --- |
| 1. Asefa Estudiantes      | 6  | 5 | 1 | 489 | 459 |
| 2. Pepsi Caserta          | 6  | 5 | 1 | 474 | 453 |
| 3. Galatasaray Café Crown | 6  | 2 | 4 | 409 | 421 |
| 4. ČEZ Nymburk            | 6  | 0 | 6 | 451 | 490 |

|                        | Madrid | Caserta | Istanbul    | Nymburk |
| ---------------------- | ------ | ------- | ----------- | ------- |
| Asefa Estudiantes      | *      | 90:80   | 71:69       | 87:80   |
| Pepsi Caserta          | 87:85  | *       | 81:76 n. V. | 88:80   |
| Galatasaray Café Crown | 57:68  | 54:64   | *           | 76:75   |
| ČEZ Nymburk            | 86:88  | 68:74   | 62:77       | *       |

### Gruppe L
| Team                 | Sp | S | N | P+  | P-  |
| -------------------- | -- | - | - | --- | --- |
| 1. Benetton Treviso  | 6  | 5 | 1 | 461 | 426 |
| 2. Cajasol Sevilla   | 6  | 5 | 1 | 476 | 440 |
| 3. Panellinios Athen | 6  | 1 | 5 | 451 | 477 |
| 4. ALBA Berlin       | 6  | 1 | 5 | 434 | 479 |

|                   | Treviso | Sevilla | Athen | Berlin |
| ----------------- | ------- | ------- | ----- | ------ |
| Benetton Treviso  | *       | 84:68   | 82:72 | 75:71  |
| Cajasol Sevilla   | 66:55   | *       | 84:71 | 76:67  |
| Panellinios Athen | 75:83   | 82:87   | *     | 86:73  |
| ALBA Berlin       | 74:82   | 81:95   | 68:65 | *      |

## Finalrunde
Die Viertelfinalspiele fanden am 24. und 31. März 2011 und das Final-Four-Turnier, welches in Treviso ausgetragen wurde, am 17./18. April statt.
| UNICS Kasan       | 90 | 79 |  |  |                  |    |  |  |                   |    |
| Pepsi Caserta     | 84 | 77 |  |  |                  |    |  |  |                   |    |
|                   |    |    |  |  | UNICS Kasan      | 87 |  |  |                   |    |
|                   |    |    |  |  | Cedevita Zagreb  | 66 |  |  |                   |    |
| Asefa Estudiantes | 81 | 72 |  |  |                  |    |  |  |                   |    |
| Cedevita Zagreb   | 90 | 81 |  |  |                  |    |  |  |                   |    |
|                   |    |    |  |  |                  |    |  |  | UNICS Kasan       | 92 |
|                   |    |    |  |  |                  |    |  |  | Cajasol Sevilla   | 77 |
| Budiwelnik Kiew   | 49 | 80 |  |  |                  |    |  |  |                   |    |
| Cajasol Sevilla   | 67 | 77 |  |  |                  |    |  |  | Spiel um Platz 3: |    |
|                   |    |    |  |  | Cajasol Sevilla  | 75 |  |  | Cedevita Zagreb   | 59 |
|                   |    |    |  |  | Benetton Treviso | 63 |  |  | Benetton Treviso  | 57 |
| Benetton Treviso  | 66 | 84 |  |  |                  |    |  |  |                   |    |
| BG Göttingen      | 66 | 62 |  |  |                  |    |  |  |                   |    |

## Ehrungen

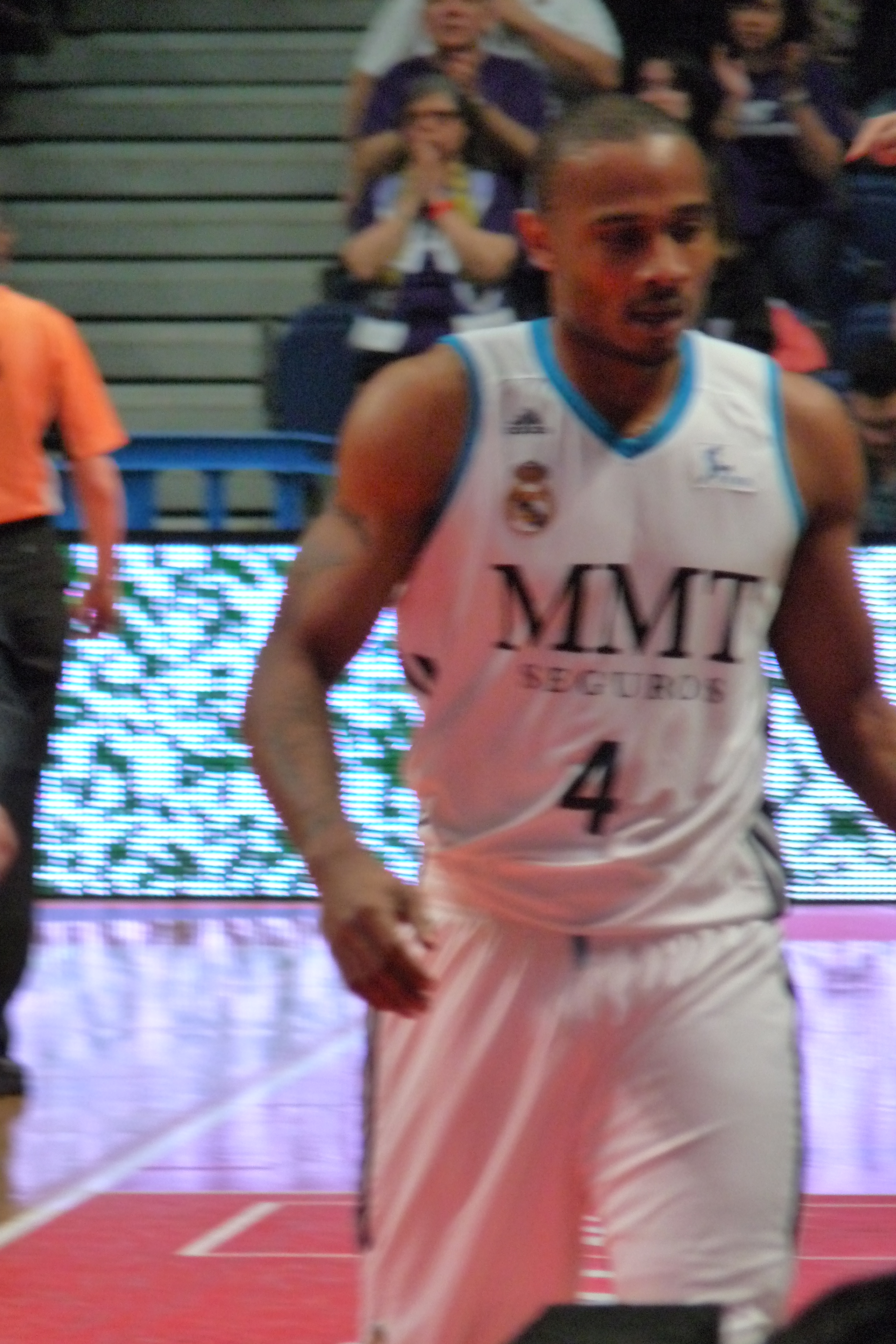
Regular Season MVP: Dontaye Draper

Am Final-Four-Wochenende in Treviso wurden folgende Akteure der abgelaufenen Saison besonders ausgezeichnet:

### Finals MVP
- Marko Popović (UNICS Kasan)

### All-Eurocup First Team 2010/11
- Dontaye Draper (Cedevita Zagreb) – Regular Season MVP
- Terrell Lyday (UNICS Kasan)
- Devin Smith (Benetton Treviso)
- Tariq Kirksay (Cajasol Sevilla)
- Maciej Lampe (UNICS Kasan)

### All-Eurocup Second Team 2010/11
- Bracey Wright (Cedevita Zagreb)
- Dwayne Anderson (BG Göttingen)
- Kelly McCarty (UNICS Kasan)
- / Nik Caner-Medley (Asefa Estudiantes)
- Paul Davis (Cajasol Sevilla)

### Coach of the Year
- Aleksandar Petrović (Cedevita Zagreb)

### Rising Star Trophy
- Donatas Motiejūnas (Benetton Treviso)